# Maggie Grace
Margaret Grace Denig, beter bekend als Maggie Grace, (Worthington (Ohio), 21 september 1983) is een Amerikaans actrice. Ze maakte in 2001 haar film- en acteerdebuut als het titelpersonage in Rachel's Room. Grace won in 2006 een Screen Actors Guild Award, samen met de gehele cast van de televisieserie Lost.

## Filmografie
*Exclusief televisiefilms
- Love, Weddings & Other Disasters (2020)
- Supercon (2018)
- The Hurricane Heist (2018)
- Aftermath (2017)
- The Scent of Rain and Lightning (2017)
- The Choice (2016)
- Taken 3 (2014)
- About Alex (2014)
- We'll Never Have Paris (2014)
- Decoding Annie Parker (2013)
- The Twilight Saga: Breaking Dawn Part 2 (2012)
- Taken 2 (2012)
- Lockout (2012)
- The Twilight Saga: Breaking Dawn Part 1 (2011)
- Faster (2010)
- The Experiment (2010)
- Knight and Day (2010)
- Flying Lessons (2010)
- Malice in Wonderland (2009)
- Taken (2008)
- The Jane Austen Book Club (2007)
- Suburban Girl (2007)
- The Fog (2005)
- Creature Unknown (2004)
- Shop Club (2002)
- Rachel's Room (2001)

## Televisieseries
*Exclusief eenmalige gastrollen
- Fear the Walking Dead - Althea Szewczyk-Przygocki (2018-2021, 20 afleveringen)
- Susanna - Susanna (2013, 12 afleveringen)
- Californication - Faith (2013, 10 afleveringen)
- Lost - Shannon Rutherford (2004-2010, 35 afleveringen)
- Oliver Beene - Elke (2004, 8 afleveringen)